# Пет кьошета
Петте кьошета (рядко Големите пет кьошета) е кръстовище в София, сред най-популярните и най-големите в столицата. Името му е неофициално, идва от 5-те върха/ъгъла (кьошета на турски), образувани от пътищата, които го пресичат.

## Пътища
Съставните пътища са сред големите булеварди в София: „Патриарх Евтимий“, „Прага“, „Христо Ботев“ и „Ген. М. Скобелев“ (образуващ 2 от лъчите). Кръстовището се пресича от редица трамвайни, тролейбусни и автобусни линии, които имат спирки в непосредствена близост до „Кьошетата“.

## Забележителности
Недалеч от Петте кьошета се намират известният Руски паметник, банята „Мадара“, площад „Македония“ както и Националният дворец на културата на бул. „Витоша“.
Дълго време (между 1950 г. и 2001 г.) съвсем наблизо до кръстовището – на адрес бул. „Ген. Скобелев“ № 23, край началото на подлеза пред НДК, се помещава Националният военноисторически музей. На противоположната страна на булеварда се намира 20 основно училище „Тодор Минков“.

## Едноименни кръстовища
Под Малките пет кьошета се разбират и други места в столицата. Най-известното е разположено в центъра на града в близост до бул. „Граф Н. Игнатиев“ – там, където се събират улиците „Хан Крум“, „Неофит Рилски“ и „6 септември“.
Друго известно кръстовище с 5 лъча е площадът, наричан неофициално „Попа“, където булевардите „Патриарх Евтимий“ и „Васил Левски“ се пресичат с ул. „Граф Игнатиев“.
В центъра на града подобно кръстовище има близо до Орлов мост, при сградата на Телевизията, образувано от улиците „Шейново“, „Сан Стефано“ и „Тулово“.
В близост до Орлов мост има и друго кръстовище с 5 лъча, образувано от  улиците „Цар Иван Асен II“, „Мизия“ и „Светослав Тертер“.